# حاكم (جهاز)
الحاكم governor أو محدد السرعة هو جهاز يستخدم لقياس وتنظيم سرعة الآلات، كالمحركات
ومن الأمثلة الكلاسيكية لهذا الجهاز حاكم الطرد المركزي، الذي يعرف أيضاً بحاكم واط أو حاكم الكرة الطائرة في الآلة البخارية الترددية، والذي يستخدم تأثير قوة الطرد المركزي على الأوزان الدوارة والناتجة من فتحة آلة الطرد لتنظيم سرعتها بواسطة تغيير البخار الداخل. ويستخدم حديثاً في السيارات والدراجات والطائرات ومولدات الكهرباء للتحكم بسرعة المحرك الياً وفقاً للحمل المطبق لتحديد كمية الوقود المتدفق للمحرك بدون التدخل البشري.